# Rubídium-szuperoxid
A rubídium-szuperoxid egy rubídium kationból és szuperoxid anionból O2− álló vegyület képlete RbO2.

## Előállítása
Rubídium oxidációjakor keletkezik, ha a reakcióban több oxigén vesz részt mint rubídium:
{\displaystyle \mathrm {Rb+O_{2}\longrightarrow RbO_{2}} }

## Tulajdonságai
A rubídium-szuperoxidból rubídiummal reagálva rubídium-oxid keletkezik:
{\displaystyle \mathrm {3\ Rb+RbO_{2}\longrightarrow 2Rb_{2}O} }
A rubídium-szuperoxid egy narancssárga színű kristályos anyag. A kálium-szuperoxidhoz és a cézium-szuperoxidhoz hasonlóan kalcium-karbid kristályszerkezete van.
Ha hidrogén atmoszférában hevítik akkor a hidrogénnel reakcióba lépve rubídium-hidroxid víz és oxigén köztitermékként pedig hidrogén-peroxid keletkezik belőle:
{\displaystyle \mathrm {4\ RbO_{2}+4\ H_{2}\longrightarrow 4\ RbOH+2\ H_{2}O_{2}\longrightarrow 4\ RbOH+2\ H_{2}O+O_{2}} }

## Fordítás
Ez a szócikk részben vagy egészben  a   Rubidiumhyperoxid című német Wikipédia-szócikk fordításán alapul.  Az eredeti cikk szerkesztőit annak laptörténete sorolja fel. Ez a jelzés csupán a megfogalmazás eredetét és a szerzői jogokat jelzi, nem szolgál a cikkben szereplő információk forrásmegjelöléseként.